# Cryptoblepharus aldabrae
Espèce
Synonymes
- Ablepharus boutonii aldabrae Sternfeld, 1918

Cryptoblepharus aldabrae est une espèce de sauriens de la famille des Scincidae.

## Répartition
Cette espèce est endémique des Seychelles. Elle se rencontre sur les îles d'Aldabra, de l'Assomption, d'Astove, de Picard et de Menai.

## Étymologie
Cette espèce est nommée en référence au lieu de sa découverte : l'île d'Aldabra.

## Publication originale
- Sternfeld, 1920 "1918" : Zur Tiergeographie Papuasiens und der pazifischen Inselwelt. Abhandlungen der Senckenbergischen Naturforschenden Gesellschaft, vol. 36, p. 375-436.